# Городищи (Бежецкий район)
Городищи — деревня в Бежецком районе Тверской области, административный центр Городищенского сельского поселения.

## Географическое положение
Деревня расположена в 3 км на восток от районного центра Бежецк.

## История
В конце XIX — начале XX века деревня входила в состав Княжевской волости Бежецкого уезда Тверской губернии.
С 1929 года село входило в состав Княжевского сельсовета Бежецкого района Бежецкого округа Московской области, с 1935 года в составе Калининской области, с 2005 года — центр Городищенского сельского поселения.

## Население
| 1859 | 1887 | 1920 | 1997 | 2008 | 2010 |
| ---- | ---- | ---- | ---- | ---- | ---- |
| 237  | ↗250 | ↘248 | ↗381 | ↘378 | ↘342 |

## Инфраструктура
В деревне имеются детский сад, дом культуры, отделение почтовой связи.